# Mboro
Ne pas confondre avec Mboro au Cameroun.
Mboro est une ville côtière du nord-ouest du Sénégal, située sur la section du littoral appelée la Grande-Côte précisément dans le département de Tivaoune, région de Thies.

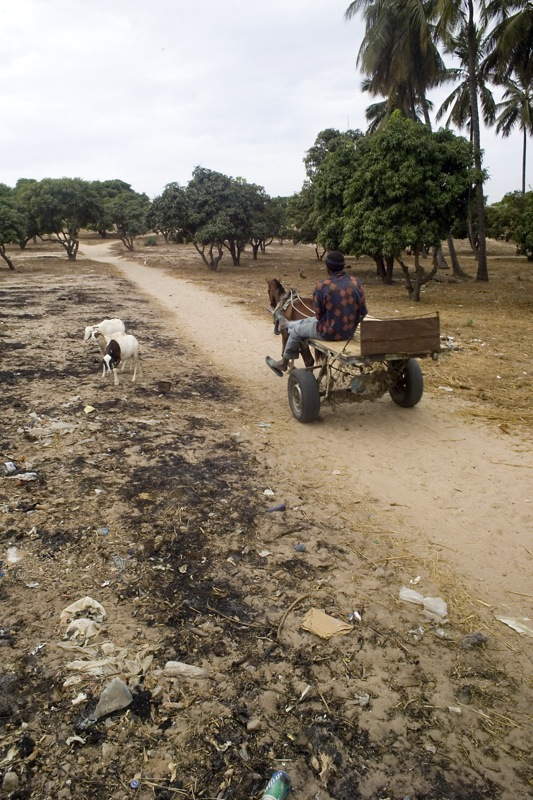
Les alentours de Mboro

## Histoire
Mboro existe depuis 1447. À cette époque elle était reliée par une rivière à Mboul, la capitale du royaume du Cayor dont elle était un point d'accès à la mer. Dans sa relation de voyage (1450-1455), le navigateur vénitien Alvise Cadamosto évoque Mboro où il a séjourné aux côtés du neveu du Damel du Cayor. Ce neveu portait le titre de Bey Mboro (prononcé " bisboro" par Cadamosto). En fait, le titre de Bey était une fonction de commandement territoriale dévolue généralement à un parent du Damel. Le bey de Mboro gouvernait donc Mboro pour le compte du Damel. En outre, Mboro est mentionnée dans  presque tous les traités signés entre les damels et les colons depuis 1861 (Annales sénégalaises 1854-1885).
À l'image du Cayor, les premiers habitants de Mboro furent essentiellement Wolof malgré la présence négligeable d'autres communautés linguistiques.
Par ailleurs, vers les années 1862-1863, les troupes de Pinet-Laprade, ancien gouverneur de  l'administration coloniale décida d'y installer une station agricole destinée à la production maraîchère et fruitière, et c'est alors que Mboro fut créée. Moyennant quelques avantages matériels, les populations du voisinage furent fortement incitées à venir s'y établir.
Présentement, la ville compte une population très diversifiée en termes d'origines ethniques - Diola, Peuls, Sereres, Toucouleurs, etc. - mais reste dominée par les Wolofs.

## Administration
La localité a été érigée en commune en 2002. Elle est rattachée au département de Tivaouane dans la région de Thiès.

## Géographie

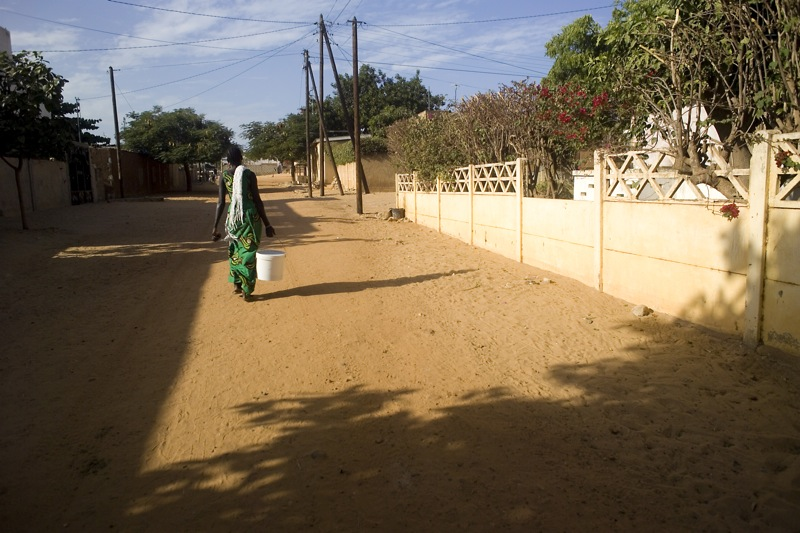
Une rue calme

La ville est située à 25 km à l'Ouest de Tivaouane et à 117 km au Nord de Dakar.

### Physique géologique
Le paysage est celui des dunes de sable fin et clair, les Niayes.

### Population
Lors du recensement de 2013, la population est passée de 11 809 du dernier recensement à presque 30 000 habitants en raison d'une forte augmentation de la population.

### Activités économiques
Mboro vit essentiellement de la pêche, du maraîchage, de l'extraction et la transformation des phosphates de la mine de ICS , de l'industrie Chimique du Sénégal  anciennement CSPT  Compagnie Sénégalaise des Phosphates de Taïba.
Sa situation proche de la côte est également propice aux activités touristiques pour les adeptes du tourisme préférant sortir des sentiers conventionnels.